# Cerro del Bernal
A Cerro del Bernal vagy Bernal de Horcasitas a mexikói Tamaulipas állam déli részének jellegzetes alakú, vulkanikus eredetű hegye, melynek képe az állam címerében is szerepel. Magasságáról ellentmondó adatok jelentek meg: van, ahol azt írják, meghaladja az 1100 métert, más adatok szerint viszont csak 820 méter magas.

## Elhelyezkedés
A magányos csúcs Mexikó északkeleti, Tamaulipas állam déli részén emelkedik ki egy 100 méteres tengerszint feletti magasság alatt elterülő, közel sík területből. A hegy González község területén található, a 80-as főúttól közel 5 km-rel délre, González és Magiscatzin (más néven Federico López) települések között.

## Leírás
A hegyet a külső szemlélő két részre bonthatja. Az egyik egy 6–7 km átmérőjű, sűrű erdővel borított domb, a másik az ennek közepéből kiemelkedő 250 méter magas, csaknem függőleges falú sziklatömb, melynek átmérője 600 m körül van. Északkeleti oldalán azonban nem függőlegesek a falai, így megmászása innen különleges felszerelés nélkül is lehetséges.

## Története
A Bernal de Horcasitas név második tagja közvetve Juan Francisco de Güemes y Horcasitas 18. századi új-spanyolországi alkirály nevéből ered, ugyanis róla nevezték el a közeli, 1749. május 11-én alapított, ma Magiscatzinnak hívott falut San Juan Bautista de Horcasitasnak, a hegy pedig a faluról kapta nevét. Első dokumentált megmászására 1872 decemberében került sor: Alejandro Prieto történész, az állam kormányzója mászott fel rá, erről Historia, Geografía y Estadística del Estado de Tamaulipas című művében ír. 1939. március 9-én Marte R. Gómez kormányzó rendelte el, hogy a hegy képe kerüljön be az állam címerébe.

## A hegy legendája
A helyi öregek azt beszélik, a hegy onnan kapta a nevét, hogy egyszer egy északi bandita, Heraclio Bernal a hegy egyik barlangjában húzta meg magát. Annyi pénzt rabolt már korábban, hogy vinni is alig tudta, szamarak és öszvérek hátán kellett szállítania a sok kincset. Heraclio pénzét azonban a navatlok elrabolták és elrejtették a barlangban. Azóta aki arra jár, hallja a navatlok hangját, amint azt mondják: „¡Todo o nada!” („Mindent vagy semmit!”).